# دوبینینو (باشقیرستان)
دوبینینو (انگلیسی: Dubinino, Republic of Bashkortostan) یک شهرک در شهرستان بلورتسکی باشقیرستان کشور روسیه است.